# Akademie-Bucht
Die Akademie-Bucht (spanisch Bahía de la Academia) ist eine natürliche Hafenbucht auf der Insel Santa Cruz in dem zu Ecuador gehörenden Archipel der Galapagosinseln. Die Bucht ist ein bedeutendes Zentrum für Tourismus und Forschung der Galapagosinseln und spielt eine zentrale Rolle in der Geschichte und der Gegenwart der Inselgruppe.

## Geographie
Die Akademie-Bucht befindet sich an der Südküste der Insel Santa Cruz bei den geographischen Koordinaten 0° 45' Süd und 90° 17' West. An der Küste der Bucht liegt Puerto Ayora, der bedeutendste Ort der Galapagosinseln. Sie ist ein wichtiger Ausgangspunkt für viele Touristen, die die Inseln besuchen.
Wie die Insel Santa Cruz selbst ist auch die Akademie-Bucht vulkanischen Ursprungs, was typisch für die Galapagosinseln ist. Die Insel besteht hauptsächlich aus Basaltgestein, das aus submarinen Vulkanen stammt. Die Küstenlinie der Bucht ist geprägt von schwarzen Lavaformationen und sandigen Stränden, die durch die Erosion dieser vulkanischen Materialien entstanden sind. Diese geologischen Bedingungen sind entscheidend für die Formung der Landschaft und der Küstenlinie der Bucht.
Die Insel Santa Cruz, auf der sich die Akademie-Bucht befindet, weist eine vielfältige Topographie auf. Die Insel erreicht am Cerro Crocker eine maximale Höhe von etwa 864 Metern über dem Meeresspiegel. Die Bucht selbst liegt auf Meereshöhe und öffnet sich zum Pazifischen Ozean. Die umliegenden Gebiete sind durch eine Mischung aus flachen Küstenebenen und sanft ansteigenden Hügeln gekennzeichnet, die typisch für vulkanische Inseln sind.
Die Akademie-Bucht ist Teil des Pazifischen Ozeans und zeichnet sich durch klares und nährstoffreiches Wasser aus, das eine reiche marine Biodiversität unterstützt. Diese Gewässer sind auch für ihre Strömungen bekannt, die von den globalen Meeresströmungen beeinflusst werden und das Klima sowie die Wasserbedingungen in der Bucht prägen. Die Strömungen, insbesondere der kalte Humboldtstrom und der warme Panamastrom, tragen dazu bei, dass die Temperaturen relativ stabil bleiben und sich für das reiche marine Leben, das die Gewässer um die Bucht bevölkert, eignen.

## Geologie
Die Insel Santa Cruz, und damit auch die Akademie-Bucht, sind vulkanischen Ursprungs. Diese vulkanische Aktivität ist Teil des Galapagos-Hotspots, einer Region, in der das Mantelmaterial besonders heiß ist, was zu häufigen und intensiven vulkanischen Eruptionen führt. Die Insel besteht größtenteils aus Basalt, einem dunklen, feinkörnigen vulkanischen Gestein, das aus dem schnellen Abkühlen von Lava an der Oberfläche resultiert. Basaltgestein ist typisch für ozeanische Hotspot-Vulkane und bildet die Grundlage der geologischen Struktur der Insel.
Die Akademie-Bucht ist ein Beispiel für eine Grabenstruktur, eine geologische Senkung, die durch das Auseinanderziehen der Erdkruste entsteht. Diese Struktur ist charakteristisch für Gebiete mit extensionaler Tektonik, wo die Kruste gedehnt und durch tektonische Kräfte verdünnt wird. Die Bucht selbst ist durch diese Prozesse geformt worden, wobei die umgebenden Lavaflüsse und die Erosion durch Meerwasser zusätzliche Merkmale in der Landschaft geschaffen haben.
Die Küstenlinie der Akademie-Bucht ist stark von Erosionsprozessen geprägt, die durch die ständige Einwirkung des Pazifischen Ozeans verursacht werden. Die schwarzen Lavaformationen entlang der Küste zeigen deutliche Zeichen von Erosion, die durch Wellen und Gezeitenkräfte verursacht wird. Diese Prozesse tragen dazu bei, die charakteristischen sandigen Strände und steilen Klippen zu formen, die für die Bucht typisch sind.
Die geologische Beschaffenheit der Akademie-Bucht hat direkte Auswirkungen auf die biologische Vielfalt der Region. Die nährstoffreichen Gewässer rund um die Bucht sind das Ergebnis vulkanischer Aktivitäten, die wichtige Mineralien und Nährstoffe an die Oberfläche bringen. Diese Nährstoffe fördern das Wachstum von Algen und anderen marinen Organismen, die die Grundlage für das reiche marine Ökosystem der Galapagosinseln bilden.

## Geschichte
Die Galapagosinseln wurden 1535 von dem spanischen Bischof Tomás de Berlanga entdeckt, als sein Schiff auf dem Weg nach Peru von seiner Route abkam. Die Akademie-Bucht erhielt ihren Namen jedoch erst im Jahr 1905 durch eine Expedition der California Academy of Sciences. Diese Expedition trug maßgeblich zur wissenschaftlichen Erforschung der Inseln bei und benannte die Bucht nach der Akademie, um deren wissenschaftlichen Beitrag zu ehren.
Die wissenschaftliche Bedeutung der Akademie-Bucht wurde besonders durch die Gründung der dort gelegenen Charles-Darwin-Forschungsstation im Jahr 1959 hervorgehoben. Diese Station wurde etabliert, um systematische Studien der einzigartigen Tier- und Pflanzenwelt der Galapagosinseln durchzuführen und Strategien für deren Schutz zu entwickeln. Die Forschungsstation hat seitdem unzählige Studien gefördert und ist ein Zentrum für internationale Forschung und Naturschutz.
Die Charles-Darwin-Forschungsstation spielt eine entscheidende Rolle im globalen Bemühen um den Erhalt der Biodiversität. Sie dient als operative Basis für viele Wissenschaftler und Naturschützer und bietet Einrichtungen für Forschung, Bildung und Umweltschutz. Die Station ist nicht nur ein Forschungszentrum, sondern auch ein wichtiger Ort für Umwelterziehung und die Förderung nachhaltiger Praktiken auf den Inseln.
Die Akademie-Bucht und die Charles-Darwin-Forschungsstation stehen vor zahlreichen Herausforderungen, darunter die Bedrohungen durch invasive Arten, die Auswirkungen des Klimawandels und der Druck durch den zunehmenden Tourismus. Die Forschungsstation arbeitet kontinuierlich daran, Lösungen für diese Probleme zu finden und die Ökosysteme der Galapagosinseln zu schützen. Ihre Arbeit hat wesentlich dazu beigetragen, das Bewusstsein für die Bedeutung des Naturschutzes zu schärfen und die Grundlagen für nachhaltige Entwicklungsstrategien zu legen.

## Biodiversität und Naturschutz
Die Biodiversität der Akademie-Bucht und der umliegenden Gebiete ist geprägt durch eine Vielzahl endemischer Arten, die sich in Isolation entwickelt haben. Zu den bemerkenswerten Arten gehören die berühmten Galapagos-Riesenschildkröten, verschiedene einzigartige Vogelarten wie die Darwinfinken, Meerechsen, die nur auf den Galapagosinseln vorkommen, sowie eine reiche marine Biodiversität, einschließlich Haie, Meeresschildkröten und zahlreiche Fischarten.
Um die einzigartige Biodiversität der Galapagosinseln zu schützen, wurden umfangreiche Naturschutzmaßnahmen ergriffen. Die Akademie-Bucht liegt in der Nähe der Charles-Darwin-Forschungsstation, die eine zentrale Rolle im Naturschutz der Inseln spielt. Die Forschungsstation wurde 1959 gegründet und widmet sich der Erforschung und dem Schutz der einzigartigen Flora und Fauna der Galapagosinseln. Ein besonderer Fokus liegt auf der Aufzucht und dem Schutz der vom Aussterben bedrohten Riesenschildkröten.
Darüber hinaus sind 97 % der Landfläche der Galapagosinseln als Nationalpark geschützt, um die natürlichen Lebensräume zu bewahren und die menschliche Einflussnahme zu minimieren. Die strengen Kontrollen bezüglich der Anzahl der Menschen, die auf den Inseln leben dürfen, sowie die Regulierung des Tourismus sind weitere wichtige Maßnahmen zum Schutz der Biodiversität.
Trotz der umfangreichen Schutzmaßnahmen stehen die Akademie-Bucht und die Galapagosinseln weiterhin vor Herausforderungen. Dazu gehören die Bedrohungen durch invasive Arten, die Auswirkungen des Klimawandels und der Druck durch den zunehmenden Tourismus. Die Bewältigung dieser Herausforderungen erfordert kontinuierliche Forschung, Überwachung und Anpassung der Schutzstrategien.
Die Zusammenarbeit zwischen lokalen Behörden, Forschungseinrichtungen und internationalen Naturschutzorganisationen ist entscheidend, um die einzigartige Biodiversität der Galapagosinseln für zukünftige Generationen zu erhalten. Die Akademie-Bucht bleibt ein Symbol für die natürliche Schönheit und die wissenschaftliche Bedeutung der Galapagosinseln und ein lebendiges Beispiel für die Bedeutung und die Herausforderungen des Naturschutzes in einem einzigartigen ökologischen Kontext.

## Tourismus und Wirtschaft
Die Akademie-Bucht ist ein zentraler Knotenpunkt für den Tourismus und die lokale Wirtschaft der Region. Die einzigartige Biodiversität und die historische Bedeutung der Galapagosinseln ziehen jährlich hunderttausende Besucher aus aller Welt an, was den Tourismus zur wichtigsten Einnahmequelle des Archipels macht.
Der Tourismus auf den Galapagosinseln hat sich in den letzten Jahrzehnten zu einem bedeutenden Wirtschaftszweig entwickelt. Die Akademie-Bucht und die Stadt Puerto Ayora, die größte Siedlung der Inseln, bieten eine Vielzahl von touristischen Dienstleistungen, darunter Unterkünfte, Restaurants, geführte Touren und Tauchausflüge. Die Einnahmen aus dem Tourismus spielen eine entscheidende Rolle für die lokale Wirtschaft und tragen dazu bei, Arbeitsplätze zu schaffen und das Einkommen der Inselbewohner zu sichern.
Trotz der positiven wirtschaftlichen Effekte steht der Tourismus auf den Galapagosinseln vor Herausforderungen, insbesondere in Bezug auf die Nachhaltigkeit und den Schutz der einzigartigen Ökosysteme. Die zunehmende Zahl von Besuchern und die damit verbundene Belastung für die natürlichen Ressourcen erfordern sorgfältige Planung und Management, um langfristige Schäden zu vermeiden. Die ecuadorianische Regierung und lokale Naturschutzorganisationen haben verschiedene Maßnahmen ergriffen, um den Tourismus nachhaltiger zu gestalten, darunter die Begrenzung der Besucherzahlen, die Einführung von Eintrittsgebühren für den Nationalpark und die Förderung von umweltfreundlichen Praktiken unter den Tourismusanbietern.
Neben dem Tourismus gibt es Bestrebungen, die Wirtschaft der Galápagos-Inseln zu diversifizieren und weniger abhängig von den Einnahmen aus dem Tourismus zu machen. Dazu gehören Initiativen zur Förderung der lokalen Landwirtschaft und Fischerei, die Entwicklung von nachhaltigen Energiequellen und die Unterstützung von kleinen und mittleren Unternehmen. Diese Maßnahmen zielen darauf ab, die wirtschaftliche Resilienz der Inseln zu stärken und gleichzeitig den Naturschutz zu unterstützen.